# Bahía Groswater
La bahía Groswater (del inglés: Groswater Bay) es una bahía en la parte central del sur de la península del Labrador, en la provincia canadiense de Terranova y Labrador. La bahía da acceso a la entrada del Hamilton Inlet.
En la bahía anidan muchos pájaros, incluidos los eíderes comunes. De esta bahía toma su nombre la cultura paleoesquimal llamada cultura de Groswater.